# Campionati mondiali juniores di slittino 2000
I Campionati mondiali juniores di slittino 2000 si sono disputati ad Altenberg, in Germania, dal 24 al 30 gennaio 2000. La pista sassone ospita la manifestazione iridata di categoria per prima volta.

## Podi[1][2]
| Evento         | Oro                                                                      | Tempo | Argento                                                                 | Tempo | Bronzo                                                                   | Tempo |
| Singolo Uomini | Martin Abentung                                                          |       | David Möller                                                            |       | Kyle Connelly                                                            |       |
| Singolo Donne  | Julia Schäfer                                                            |       | Brenna Margol                                                           |       | Rebecca Wilczak                                                          |       |
| Doppio         | Patrick Anderson Brian Wohleb                                            |       | Grant Albrecht Mike Moffat                                              |       | Sergej Dobrinin Sergej Čudinov                                           |       |
| Gara a squadre | Germania-2 Jan Eichhorn Tatjana Hüfner Christian Pfalz Martin Biedermann |       | Germania-1 David Möller Julia Schäfer Steffen Reuter Alexander Blaschek |       | Austria-1 Martin Abentung Veronika Halder Andreas Linger Wolfgang Linger |       |

## Medagliere
| Posiz. | Nazione     | Oro | Argento | Bronzo | Totale |
| ------ | ----------- | --- | ------- | ------ | ------ |
| 1      | Germania    | 2   | 2       | 0      | 4      |
| 2      | Stati Uniti | 1   | 1       | 1      | 3      |
| 3      | Austria     | 1   | 0       | 1      | 2      |
| 4      | Canada      | 0   | 1       | 1      | 2      |
| 5      | Canada      | 0   | 0       | 1      | 1      |